# Sprechakt
Ein Sprechakt ist eine sprachliche Äußerung, insofern sie nach den Konventionen der Sprachgemeinschaft einen bestimmten Typ einer sprachlichen Handlung repräsentiert. Beispiele sind: jemanden um etwas bitten, jemandem etwas verzeihen oder jemandem (etwas an)drohen. Für einen Sprechakt sind unterschiedliche Aspekte relevant. In starker Vereinfachung sind mindestens die folgenden beiden Ebenen zu unterscheiden:
- Der Sprecher bildet einen Satz nach den Regeln des Sprachsystems.
- Er äußert diesen Satz in einer Sprechsituation, in der bestimmte sozial relevante Bedingungen erfüllt sind, und verbindet damit einen Zweck, der nach den Konventionen der Sprachgemeinschaft durch eine solche Äußerung erreicht werden kann.

Z.B. sagt A zu B den Satz: „Herzlichen Dank für Deine Mühe“. Das ist eine Form, in der A den Sprechakt des Dankens ausführen kann. Freilich bestehen dafür Bedingungen. Eine davon ist, dass B zuvor etwas getan hat, was zugunsten von A beabsichtigt war. Wenn B in Wahrheit mit der gemeinten Aktion A geschadet hat, so ist As Äußerung nicht aufrichtig, sondern vielleicht ironisch oder gar höhnisch gemeint. Dann hat er den Sprechakt des Dankens nicht vollzogen. Sind hingegen alle Bedingungen erfüllt, kann A in Zukunft für sich beanspruchen, sich bedankt zu haben.

## Terminus
Der Ausdruck Sprechakt findet sich bereits in Karl Bühler 1933. Seine Rolle als fachwissenschaftlicher Standardterminus geht aber wohl auf die Lehnübersetzung des Ausdrucks speech act zurück, der, nach Vorarbeiten von John L. Austin, 1965 von John R.  Searle in die Sprachphilosophie, nämlich die Philosophie der Alltagssprache, eingeführt wurde. Daneben besteht der Ausdruck Sprechhandlung. Dieser wird entweder gleichbedeutend verwendet oder bezeichnet in terminologisch kritischer Distanz vom Ausdruck Sprechakt spezifisch eine Handlungseinheit, während die Ausdrücke Akt beziehungsweise act – insofern terminologisch irreführend – nur Dimensionen, Aspekte einer sprachlichen Handlung bedeuten.

## Stellung des Begriffs
Der Begriff des Sprechaktes spielt hauptsächlich in zwei Disziplinen eine Rolle, der Sprachphilosophie und der Sprachwissenschaft. In der ersteren ist er der zentrale Begriff der Sprechakttheorie. In der letzteren wird er der Pragmatik zugeordnet. Diese steht der Systemlinguistik gegenüber. Die erste der oben genannten beiden Ebenen ist Gegenstand der Systemlinguistik, die zweite ist Gegenstand der Pragmatik. In der Pragmatik ist der Sprechakt „das Sprechereignis unter bestimmten situativen Bedingungen“ oder die „sprachliche Äußerung als sozialer Handlungsvollzug in gegebenem situativen Kontext“.
Eine feinere Analyse der von einem Sprechakt umfassten Ebenen geht auf Searle (1969) zurück:
- Äußerungsakt: das Äußern von systemlinguistischen Einheiten wie Wörtern und Sätzen
- propositionaler Akt: Operation zur sprachlichen Repräsentation von Gedanken, nämlich Referenz und Prädikation
- illokutiver Akt: Behaupten, Fragen, Befehlen, Versprechen usw.

Dabei sind Akte der vorangehenden Ebene notwendige Bestandteile eines Aktes der jeweils folgenden Ebene. Die letzte ist die für einen Sprechakt konstitutive Ebene.
Der Hierarchie hinzugefügt wird gelegentlich noch der perlokutive Akt, d. i. der tatsächlich in der Sprechsituation durch den Sprechakt erreichte Effekt, z. B. die Verunsicherung des Gesprächspartners.

## Sprechakt bei Bühler
Nach Bühlers zweitem Axiom besteht Sprache aus Sprachhandlungen und Sprachgebilden/Erzeugnissen. Weiter gegliedert in seinem Vierfelderschema sieht er vier Teile vor: Sprechhandlung, Sprechakt, Sprachgebilde, Sprachwerk. Sprechakt ist also einer der Teile.